# 氮磷鉀比例
氮磷鉀比例是指肥料中氮（N）、磷（P）、鉀（K）的相對含量。植物生長時需要從土壤攝取最多為氮磷鉀這三種元素。常見的氮肥有尿素、硝酸鈉、硫酸銨等；磷肥有過磷酸鈣、磷礦粉、骨粉等；鉀肥有硫酸鉀、氯化鉀和草木灰。化學複合肥就是混合了二種以上元素的肥料。

## 商業肥料氮磷鉀值
- 82（氮）-00（磷）-00（鉀） 無水氨
- 21-00-00 硫酸銨
- 19-00-00 硫代硫酸铵
- 46-00-00 尿素
- 40-00-00 甲基脲（約70％的緩慢釋放）
- 31-00-00 異丁叉二脲（約90％的緩慢釋放）
- 30-00-00至40-00-00 硫包衣尿素（緩慢釋放）
- 33-00-00 硝酸銨
- 15-00-00 硝酸鈣
- 13-00-44 硝酸鉀
- 19-00-00 硝酸鎂
- 00-00-28 碳酸鉀
- 00-17-00至00-22-00 過磷酸鈣（一水磷酸二氫鈣與石膏）
- 00-44-00至00-52-00 重過磷酸鈣（一水磷酸二氫鈣）
- 10-34-00至11-37-00 磷酸銨
- 11-48-00至11-55-00 磷酸一銨
- 18-46-00至21-54-00 磷酸二銨
- 18-19-00 磷酸脲

開採化肥礦物質的氮磷鉀值
- 00-3-00至00-8-00 磷礦石（如果它是水溶性，將是00-34-00）
- 00-00-60 氯化鉀
- 11-08-02至16-12-03 鳥糞

生物固體肥料和其他的氮磷鉀值
- 04-12-00 骨粉
- 06-02-00 Milorganite
- 03-02-02 畜禽糞便
- 01-00-00 奶牛糞肥
- 01-00-01 馬糞